# Ordovicium
| Mesozoïcum                                  | Trias      | jonger |
| Mesozoïcum                                  | Trias      | 251,0  |
| Paleozoïcum                                 | Perm       |        |
| Paleozoïcum                                 | Perm       | 299,0  |
| Paleozoïcum                                 | Carboon    |        |
| Paleozoïcum                                 | 359,2      |        |
| Paleozoïcum                                 | Devoon     |        |
| Paleozoïcum                                 | 416,0      |        |
| Paleozoïcum                                 | Siluur     |        |
| Paleozoïcum                                 | 443,7      |        |
| Paleozoïcum                                 | Ordovicium |        |
| Paleozoïcum                                 | 488,3      |        |
| Paleozoïcum                                 | Cambrium   |        |
| Paleozoïcum                                 | 542,0      |        |
| Neoproterozoïcum                            | Ediacarium |        |
| Neoproterozoïcum                            | Ediacarium | ouder  |
| Indeling van het Paleozoïcum volgens de ICS |            |        |

| Systeem                                                                                    | Serie (ICS) | Etage (ICS) | Serie (Brits) | Ouderdom (Ma) |
| ------------------------------------------------------------------------------------------ | ----------- | ----------- | ------------- | ------------- |
| Siluur                                                                                     | Llandovery  | Rhuddanien  | Llandovery    | jonger        |
| Ordovicium                                                                                 | Boven       | Hirnantien  | Ashgill       | 443,4–445,2   |
| Ordovicium                                                                                 | Boven       | Katien      | Ashgill       | 445,2–453,0   |
| Ordovicium                                                                                 | Boven       | Katien      | Caradoc       | 445,2–453,0   |
| Ordovicium                                                                                 | Boven       | Sandbien    | 453,0–458,4   |               |
| Ordovicium                                                                                 | Boven       | Sandbien    | 453,0–458,4   | Llandeilo     |
| Ordovicium                                                                                 | Middel      | Darriwilien | 458,4–467,3   |               |
| Ordovicium                                                                                 | Middel      | Darriwilien | 458,4–467,3   | Llanvirn      |
| Ordovicium                                                                                 | Middel      | Darriwilien | 458,4–467,3   | Arenig        |
| Ordovicium                                                                                 | Middel      | Dapingien   | 467,3–470,0   |               |
| Ordovicium                                                                                 | Onder       | Floien      | 470,0–477,7   |               |
| Ordovicium                                                                                 | Onder       | Tremadocien | Tremadoc      | 477,7–485,4   |
| Cambrium                                                                                   | Furongien   | 10e etage   | Merioneth     | ouder         |
| Vergelijking van de oude (Britse, inofficiële) en officiële indelingen van het Ordovicium. |             |             |               |               |

Het Ordovicium is een periode uit de geologische tijdschaal (of een systeem in de stratigrafie), die ongeveer van 485 tot 443 miljoen jaar geleden duurde. Het Ordovicium is onderdeel van het Paleozoïcum, het volgt op het Cambrium en wordt opgevolgd door het Siluur.
Het Ordovicium was een periode met een relatief warm klimaat en een hoog zeeniveau, met als korte uitzondering een ijstijd in het Laat-Ordovicium. Het leven speelde zich nog voornamelijk af in het water, hoewel er aanwijzingen zijn dat primitieve planten en insecten al in vochtige omgevingen op het land voorkwamen. Succesvolle groepen zeedieren waren de inktvissen en graptolieten. In het Ordovicium verschenen ook de eerste kaakloze vissen.

## Stratigrafie

### Naamgeving en indeling
Het Ordovicium werd in 1887 door de Britse geoloog Charles Lapworth vastgelegd en is genoemd naar de Keltische stam Ordovices. Lapworth loste met deze stap een stratigrafisch probleem op. Een halve eeuw eerder hadden de geologen Adam Sedgwick en Roderick Murchison respectievelijk het Cambrium en Siluur gedefinieerd, maar de definities bleken elkaar later gedeeltelijk te overlappen. Lapworth besloot van alle omstreden gesteentelagen een eigen systeem te maken. Hoewel de acceptatie van het nieuwe systeem in het Verenigd Koninkrijk lang op zich liet wachten, werd het systeem buiten de Britse Eilanden al snel veel gebruikt. Op het IGC van 1906 werd het Ordovicium officieel aanvaard als periode.
Gidsfossielen die bij de stratigrafische indeling van het Ordovicium worden gebruikt zijn vooral graptolieten en conodonten. Het Ordovicium werd tot voor kort, gebaseerd op de stratigrafie van Groot-Brittannië, ingedeeld in zes series: Tremadoc, Arenig, Llanvirn, Llandeilo, Caradoc en Ashgill. Deze indeling was niet in alle werelddelen goed terug te vinden, vooral omdat Ordovicische fossiele fauna's per gebied sterk verschillen. De correlatie van gesteentelagen uit deze periode is daarom moeilijk. In de jaren 90 besloot de International Commission on Stratigraphy daarom een nieuwe indeling te maken, die over de hele wereld toepasbaar zou zijn. Deze indeling is inmiddels compleet en verdeelt het Ordovicium in drie series en zeven etages. Kritiek op de nieuwe indeling is dat ze onnauwkeuriger is dan de oude en bovendien gebaseerd op niet altijd goed aanwezige biozones.

### Ordovicische gesteenten
Ordovicische gesteenten komen voor in alle werelddelen. In Noord- en Midden-Europa behoren ze tot de kristallijne sokkel en zijn vaak in min of meerdere mate gemetamorfoseerd tijdens de Caledonische en Hercynische orogeneses. Ordovicische ontsluitingen komen onder andere voor in Wales, Schotland, Zweden, de Bohemen en de Ardennen. In de Ardennen komen uit het Ordovicium licht metamorfe zandsteen en leisteen voor, soms afgewisseld met dunne laagjes vulkanisch gesteente. In de dieper mariene sedimenten zijn vaak turbidieten te herkennen. De ondieper mariene gesteenten bevatten vaak fossielen en zijn kalkrijker.

## Paleogeografie
Aan het begin van het Ordovicium lag het merendeel van de continentale massa op het zuidelijk halfrond. Het paleocontinent Laurentia bevond zich rond de evenaar en omvatte onder meer Groenland en Noord-Amerika. Ten oosten ervan bevond zich Siberia (bestaande uit een deel van het huidige Siberië) en ten zuidoosten ervan Baltica (Scandinavië en het Europese deel van Rusland). Laurentia en Baltica waren van elkaar gescheiden door de Iapetusoceaan. Rond de zuidpool bevond zich een groot paleocontinent, Gondwana, dat van de andere continenten gescheiden werd door de Proto-Tethysoceaan. Een aantal microcontinenten, waaronder Avalonia (tegenwoordig onder andere Zuid-Ierland, het Verenigd Koninkrijk en de Benelux), maakten zich los van Gondwana om in noordelijke richting te bewegen.
Baltica bewoog gedurende het Ordovicium naar het noorden, van gematigde breedtegraden naar de evenaar. Aan het einde van het Ordovicium kwam het daardoor in botsing met Laurentia. Dit was het begin van de periode van orogenese die de Caledonische orogenese wordt genoemd en waarbij de Iapetusoceaan verdween. Avalonia zou zich later ook bij de twee colliderende continenten voegen.

## Paleoklimaat
Het Ordovicium was een periode met een relatief warm klimaat en een hoog eustatisch zeeniveau, hoewel het klimaat niet zo warm en het zeeniveau niet zo hoog lag als tijdens het Cambrium. Een belangrijke uitzondering vormde de laatste tijdsnede van het Ordovicium, het Hirnantien. Tijdens deze tijdsnede vond een snelle afkoeling plaats en groeide de poolkap op Gondwana (de zuidpool lag in het huidige Noord-Afrika, ongeveer in Tunesië) aan, waardoor de Aarde in een ijstijd raakte.
Onderzoek van isotopen van zuurstof en koolstof in sedimentlagen laat zien dat de ijstijd relatief kort aanhield, waarschijnlijk niet langer dan 0,5 tot 1,5 miljoen jaar. De ijstijd werd voorafgegaan door een daling van de concentratie kooldioxide in de atmosfeer (van ongeveer 7000 tot 4400 ppm).
De aangroei van de poolkappen tijdens het Hirnantien had een kortstondige wereldwijde daling van het zeeniveau tot gevolg.

## Leven

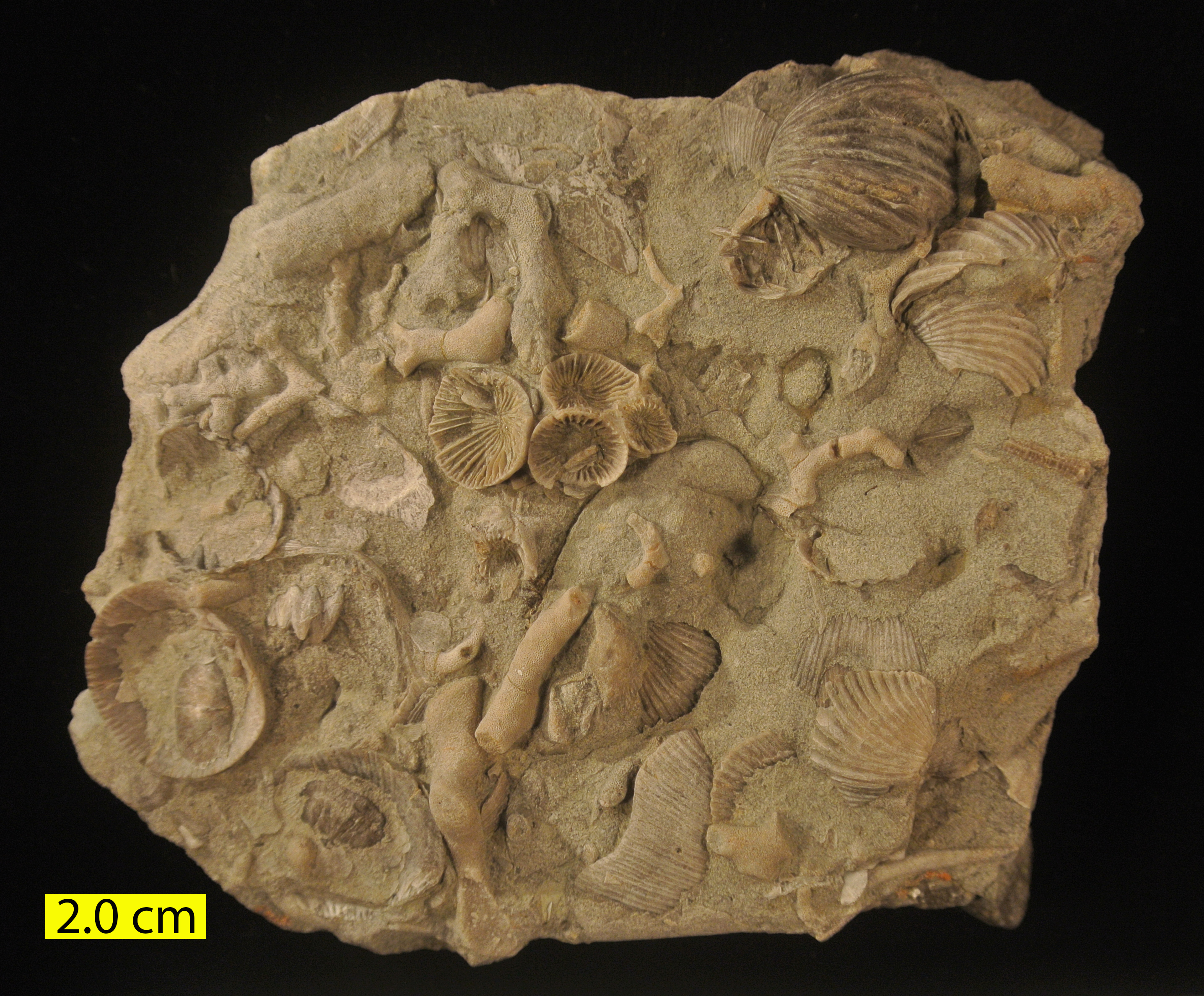
Laat-Ordovicische brachiopoden en koralen uit de Liberty Formation, Ohio.

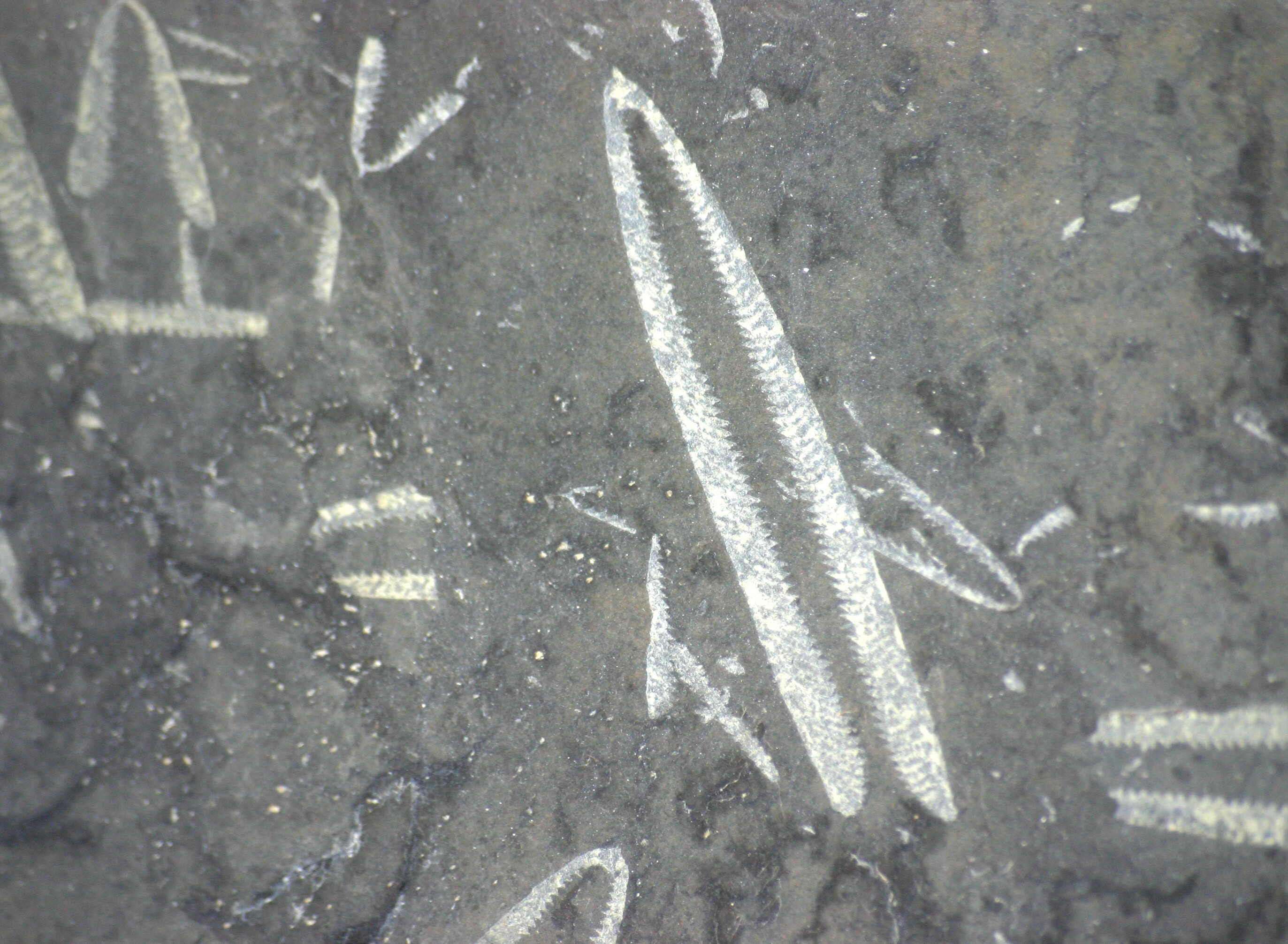
Fossielen van de Ordovicische graptoliet Didymograptus murchisoni, met een lengte van ca. 5 cm.

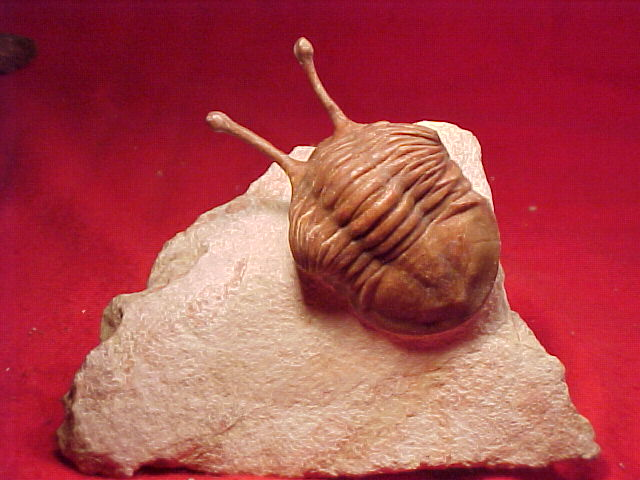
De Ordovicische trilobiet Asaphus kowalewski had ogen op korte, dikke antennes (penduncula).

### In de zee
Het leven bevond zich in het Ordovicium nog voornamelijk in de zee. Vooral de ondiepe, warme zeeën op de continenten Baltica en Laurentia wemelden van het leven. De fauna van het Vroeg-Ordovicium bestond voornamelijk uit dezelfde groepen als in het Laat-Cambrium, zoals trilobieten, brachiopoden en slakken. Aan het einde van het Cambrium waren veel soorten trilobieten uitgestorven, maar hiervoor in de plaats ontwikkelden zich nieuwe soorten in het Ordovicium. Tijdens het Midden-Ordovicium vond een sterke adaptieve radiatie van mariene levensvormen plaats, het zogeheten Great Ordovician Biodiversification Event, vergelijkbaar met de Cambrische explosie. Het aantal geslachten verviervoudigde hierbij tot 12% van alle Fanerozoïsche mariene groepen. Graptolieten, inktvissen, belemnieten, slakken en brachiopoden, groepen die al in het Cambrium verschenen waren, werden in het Ordovicium belangrijker. Tijdens het Ordovicium verschenen de eerste Bryozoa, zeesterren en kolonievormende koralen. Een opmerkelijke hypothese is dat de plotselinge toename in biodiversiteit samenhangt met het grote aantal meteorieten dat rond 470 Ma op Aarde neerkwam. Deze inslagen zouden een positief effect hebben gehad op de ontwikkeling van het leven door het verstoren van bestaande ecosystemen en het ontstaan van meer nieuwe niches.
Op en in de zeebodem leefden trilobieten en een steeds groter aantal bivalven, waardoor Ordovicische sedimenten door het graven van deze dieren vaak meer bioturbatie en sporenfossielen bevatten dan sedimenten uit eerdere tijden. Een algemene trend tijdens het Ordovicium was dat dieren die hun skelet uit calciet opbouwden sterk toenamen ten opzichte van andere soorten. Op het continentaal plat vervingen nieuwe soorten brachiopoden de trilobieten als dominante groep en de riffen uit het Ordovicium waren complexer dan die uit het Cambrium. De Archaeocyatha uit het Cambrium waren verdwenen en de belangrijkste rifbouwers uit het Ordovicium waren stromatoporen en koralen als Rugosa en Tabulata.
Onder de geleedpotigen uit het Ordovicium bevonden zich bijvoorbeeld zeeschorpioenen. De gewervelden uit het Ordovicium waren kaakloze vissen en conodonten, in het Laat-Ordovicium verschenen de eerste kaakvissen.
Het verschijnen van zoveel groepen snellere en beter uitgeruste roofdieren (inktvissen, primitieve vissen) had een duidelijke invloed op de evolutie van de dieren waar ze op jaagden. Om zich tegen de nieuwe predators te bewapenen ontwikkelden Ordovicische trilobieten bizarre vormen als stekels en pantsers. Ze verschillen daarin van Cambrische vormen. Sommige soorten trilobieten (zoals Aeglina prisca) leerden zwemmen om aan hun belagers te ontkomen; andere soorten leerden zich ingraven in de zeebodem. In ondiep water levende soorten (zoals Asaphus kowalewski) ontwikkelden ogen op lange steeltjes om belagers te zien aankomen. Bij in diep water levende soorten verdwenen de ogen juist.
Stromatolieten (algenmatten), die tijdens het Proterozoïcum en Cambrium veel voorkwamen, werden tijdens het Ordovicium steeds zeldzamer, waarschijnlijk vanwege de opkomst van soorten die zich met blauwalgen voedden.

### Op het land
Aangezien tijdens het Siluur kleine, meercellige planten al wijdverspreid waren, zullen ze waarschijnlijk tijdens het Ordovicium geleidelijk het land hebben gekoloniseerd. De meest aanvaarde hypothese is dat de landplanten zich ontwikkelden uit groenalgen. Groenalgen waren al tijdens het Cambrium wijdverspreid. De eerste landplanten moeten kleine Bryophyta, mosachtige bodembedekkers zonder vaatstelsel, zijn geweest en op de tegenwoordige levermossen hebben geleken. Symbiotische schimmels (Glomales) als arbusculaire Mycorrhiza zouden een belangrijke rol kunnen hebben gespeeld bij de kolonisatie van het land door de eerste planten. Deze schimmels verrijkten de bodem met voedingsstoffen voor plantencellen. Het bewijs voor deze hypotheses is echter schaars. Er zijn Midden-Ordovicische fossielen gevonden van de sporen van sporenplanten en stukken plantweefsel. In het Midden-Ordovicium van Wisconsin zijn gefossiliseerde schimmels en sporen ontdekt met een ouderdom van ongeveer 460 Ma. Als primitieve planten inderdaad al tijdens het Ordovicium het land koloniseerden, zullen ze zich beperkt hebben tot natte omgevingen zoals rivieroevers en moerassen. In 2010 werden in Noordwest-Argentinië sporen van landplanten ontdekt, die 472 miljoen jaar oud waren. Waarschijnlijk gaat het hier om een primitieve vorm van levermos.

### Laat-Ordovicische extincties
Aan het einde van het Ordovicium vonden een aantal massa-extincties plaats die opgeteld de op een na grootste periode van massaal uitsterven in de geschiedenis van het leven vormen (de enige grotere massa-extinctie was de Perm-Trias-overgang). De extincties vallen ongeveer in de tijdspanne tussen 444 en 447 Ma en vormen de overgang tussen het Ordovicium en het Siluur. Ongeveer 49% van alle geslachten van dieren verdwenen. Onder de slachtoffers bevonden zich veel soorten brachiopoden en Bryozoa, trilobieten, conodonten en graptolieten.
De meest geaccepteerde hypothese is dat de oorzaak lag in de ijstijd tijdens het Hirnantien, die de lange periode van een warm klimaat onderbrak. Behalve de afkoeling van het klimaat had de ijstijd nog een belangrijk effect op het leven: door het aangroeien van de poolkap op Gondwana verdween veel water uit de oceanen zodat de ondiepe, warme zeeën op het continentaal plat droog kwamen te liggen. Hierdoor verdwenen de ecologische niches van veel soorten. De afwisseling van glaciale en interglaciale tijden tijdens een ijstijd zorgt ervoor dat het droogvallen periodisch gebeurde, waarbij elke laagstand een nieuwe klap was voor de ondiep mariene ecosystemen.
Alleen soorten die zich aan de omstandigheden aanpasten konden overleven. Nadat het zeeniveau tijdens het Siluur weer gestegen was werden zij door adaptieve radiatie de voorouders van Silurische soorten.